# アルシノ・ゴメス・ダ・シウヴァ
アルシノ・ゴメス・ダ・シウヴァ（英語: Alcino Gomes da Silva、1990年9月30日 -）は、サントメ・プリンシペのカヌー選手。
2008年に北京オリンピックにサントメ・プリンシペ史上初めてカヌー競技に出場した。K-1 1000mとK-1 1500mの2種目に出場したがいずれも予選敗退に終わっている。